# 6 janvier 1946
Le dimanche 6 janvier 1946 est le 6e jour de l'année 1946.

## Naissances
- Ahmed el-Tayeb, imam de la mosquée Al-Azhar Al-Sharif
- Ali El Kenz (mort le 1er novembre 2020), sociologue et écrivain algérien
- Annette Vande Gorne, compositrice belge
- Antón Arieta (mort le 7 mai 2022), footballeur espagnol
- Colette Passemard, joueuse de basket-ball française
- Jean-Marie Nadaud (mort le 12 décembre 2006), scénariste français de bandes dessinées
- Jean Sexton (mort le 25 décembre 2018), professeur d'université
- Lotfi Dziri (mort le 5 mai 2013), acteur tunisien
- Marc Olinger (mort le 8 janvier 2015), metteur en scène et acteur de cinéma luxembourgeois
- Nasser al-Johar, joueur de football saoudien
- Réal Bouvier (mort le 9 janvier 2000), journaliste et navigateur québécois
- Syd Barrett (mort le 7 juillet 2006), auteur-compositeur-interprète britannique, cofondateur du groupe Pink Floyd
- Thomas D Mangelsen, photographe américain de paysage
- Victor Gillen, avocat et homme politique luxembourgeois

## Décès
- Adolf de Meyer (né le 1 septembre 1868), photographe allemand
- Charles Rooke (né le 1 juillet 1870), joueur de rugby
- Edwin Stephen Goodrich (né le 21 juin 1868), zoologiste britannique (1868-1946)
- Gaspard Maillol (né le 10 juillet 1880), graveur sur bois, peintre et sculpteur français
- Georges III de Saxe-Meiningen-Hildburghausen (né le 11 octobre 1892), prince de Saxe-Meiningen
- Slim Summerville (né le 10 juillet 1892), acteur américain

## Événements
- Assassinat au Caire d'Amin Osman pacha, ancien Ministre des finances égyptien